# Arena Mamá Lucha-S
Arena Mamá Lucha-S, abreviado AML,  es una promoción de lucha libre profesional mexicana establecida en Cuautitlán Izcalli, Estado de México. Fue inaugurada el 16 de noviembre de 2019.

## Historia
El inicio de la promoción fue bajo el nombre «promociones Mamá Lucha-S» y en un principio se dio a la tarea de rentar lugares para llevar a cabo eventos de lucha libre con el fin de apoyar el deporte. Como parte de los lugares que utilizaron para presentarse, llevaron a cabo funciones en la «Arena solidaridad» ubicada en Tultitlán. Más tarde inauguraron la «Arena Mamá Lucha-s» y se establecieron formalmente como promoción.
El 2 de septiembre de 2019, comenzaron a abrir el establecimiento con el fin de dar clases de lucha libre profesional, bajo la tutela del luchador profesional Judas el Traidor. El 3 de octubre, se anunció la fecha de inauguración de la promoción para el 16 de noviembre. En el evento de inauguración, la lucha principal fue un combate por equipos entre Carístico y Místico contra Último Guerrero y Gran Guerrero, en el cual Carístico y Místico salieron victoriosos.
El 28 de febrero de 2020, se llevó a cabo un evento especial en torno al retiró del luchador Halloween titulado «Gira de Despedida de Halloween». En el evento, «La Familia de Tijuana» (Damián 666 y Halloween) derrotaron a los equipos compuestos por los luchadores; El Corsario Negro Jr. y Demonio Infernal, y Mexican Power (Crazy Boy y Último Gladiador) en una lucha de relevos Australianos extrema.
Debido a la pandemia de enfermedad por coronavirus en México, la promoción se vio obligada a cerrar temporalmente tras un comunicado emitido por la comisión box y lucha libre profesional del Estado de México. Después de un periodo de inactividad en cuanto a funciones de lucha libre, el 16 de septiembre, la arena llevó a cabo a puerta cerrada su primera función. Sin embargo, la arena fue clausurada al término de esta debido a algunos problemas con el ayuntamiento del municipio. La arena fue reabierta tiempo después tras solucionar dichos problemas y llevaron a cabo su siguiente función el 17 de octubre.
Black Warrior fue Campeón Crucero de la promoción, siendo este el último título que obtuvo como luchador, además de haber logrado defenderlo con éxito en su último combate realizado el 1 de enero de 2023, antes de su repentina muerte ocurrida el 10 de enero del mismo año.